# Gastromyzon scitulus
Gastromyzon scitulus és una espècie de peix de la família dels balitòrids i de l'ordre dels cipriniformes que es troba a Sarawak (Malàisia).